# Standard Widget Toolkit
Standard Widget Toolkit (SWT) è un toolkit grafico open source concepito per la piattaforma Java.

## Storia
Fu distribuito nel novembre 2001 per lo sviluppo del famoso IDE
Eclipse.

## Descrizione
I toolkit grafici Java si dividono in due categorie:
- Heavy Weight (es. AWT), i quali usano i widget forniti dal sistema operativo;
- Light Weight (es. Swing) che implementano i propri widget.

SWT fa parte degli Heavy-Weight, infatti può usare direttamente gli oggetti GTK o Motif. Il suo vantaggio è quello di integrarsi fortemente con il sistema operativo sottostante.
SWT Integra i pregi di AWT e Swing, infatti è possibile usare Frame Swing e AWT dentro applicazioni SWT.